# Alice Powell
Alice Powell (Oxford, Reino Unido, 26 de enero de 1993) es una piloto de automovilismo británica. En 2010 se convirtió en la primera mujer en ganar un campeonato de la Fórmula Renault, el Fórmula Renault 2.0 Británica.
En 2012 fue la primera mujer en puntuar en las GP3 Series. En 2014 compitió en Fórmula Renault y ganó la Asian Formula Renault Series. Luego de unos años con poca actividad, fue invitada a la primera ronda de Jaguar I-Pace eTrophy 2018-19. Desde 2019 compite en W Series.

## Carrera

### Fórmula E
En 2020, se anunció que Powell, ahora embajador de Dare to Be Different, participaría en la prueba de novatos después del e-Prix de Marrakech de 2020, conduciendo para Envision Virgin Racing, junto con Nick Cassidy. Powell luego se convirtió en piloto de simulador y piloto de desarrollo del equipo a partir de la temporada 2021-2022.

### MRF Challenge Fórmula 2000
Powell se inscribió para competir en la primera carrera de la edición 2015-16 de la MRF Challenge Fórmula 2000. En la primera ronda en Abu Dhabi, Powell obtuvo cuatro resultados entre los diez primeros en cuatro carreras, con un mejor resultado de octavo en la carrera final, después de estar sin monoplazas durante casi un año.

## Resumen de carrera
| Temporada | Categoría                                             | Equipo                                    | Carreras          | Victorias         | Poles             | VR                | Podios            | Puntos            | Pos.              |
| --------- | ----------------------------------------------------- | ----------------------------------------- | ----------------- | ----------------- | ----------------- | ----------------- | ----------------- | ----------------- | ----------------- |
| 2007      | Campeonato Ginetta Junior                             | Tockwith Motorsport                       | 11                | 0                 | 0                 | 0                 | 0                 | 62                | 16.ª              |
| 2007      | Campeonato Winter Ginetta Junior                      | Tockwith Motorsport                       | 3                 | 0                 | 0                 | 0                 | 0                 | ?                 | 5.ª               |
| 2008      | Campeonato Ginetta Junior                             | Tockwith Motorsport/Muzz Racing           | 24                | 0                 | 0                 | 0                 | 4                 | 326               | 9.ª               |
| 2009      | Fórmula Renault 2.0 Británica                         | Manor Competition                         | 20                | 0                 | 0                 | 0                 | 0                 | 88                | 18.ª              |
| 2009      | Fórmula Palmer Audi                                   | Motorsport Vision                         | 3                 | 0                 | 0                 | 0                 | 0                 | 33                | 25.ª              |
| 2010      | Fórmula Renault 2.0 Británica                         | Hillspeed                                 | 12                | 2                 | 2                 | 0                 | 7                 | 288               | 1.ª               |
| 2010      | Fórmula Renault Winter 2.0 Británica                  | Manor Competition                         | 7                 | 0                 | 0                 | 0                 | 0                 | 53                | 12.ª              |
| 2010      | Ginetta G50 Cup                                       | Tockwith                                  | 14                | 0                 | 0                 | 0                 | 0                 | 163               | 16.ª              |
| 2010      | Ginetta G50 Cup                                       | CDR                                       | 3                 | 0                 | 0                 | 0                 | 0                 | 163               | 16.ª              |
| 2011      | Fórmula Renault 2.0 Británica                         | Manor Competition                         | 20                | 0                 | 0                 | 0                 | 0                 | 258               | 9.ª               |
| 2011      | Fórmula Renault 2.0 Británica                         | SL Formula Racing                         | 2                 | 0                 | 0                 | 0                 | 0                 | 24                | 35.ª              |
| 2011      | MRF Fórmula 1600 Delhi                                | ?                                         | 2                 | 0                 | 0                 | 0                 | 2                 | 33                | 2.ª               |
| 2011      | Campeonato InterSteps                                 | Motaworld                                 | 1                 | 0                 | 0                 | 0                 | 0                 | 12                | 14.ª              |
| 2012      | GP3 Series                                            | Status Grand Prix                         | 16                | 0                 | 0                 | 0                 | 0                 | 1                 | 19.ª              |
| 2012      | Campeonato 1600 de Fórmula Ford - Walter Hayes Trophy | ?                                         | 1                 | 0                 | 0                 | 0                 | 0                 | N/A               | 12.ª              |
| 2012-13   | MRF Challenge Fórmula 2000                            | MRF Racing                                | 10                | 0                 | 0                 | 1                 | 2                 | 79                | 5.ª               |
| 2013      | GP3 Series                                            | Bamboo Engineering                        | 2                 | 0                 | 0                 | 0                 | 0                 | 0                 | 31.ª              |
| 2013      | MotorSport Vision Formula Three Cup - Clase A         | Mark Bailey Racing                        | 18                | 5                 | 1                 | 11                | 8                 | 396               | 2.ª               |
| 2013      | Fórmula 3 Británica - Nacional B                      | Mark Bailey Racing                        | 3                 | 2                 | 2                 | 3                 | 2                 | 0                 | NC†               |
| 2014      | Fórmula Renault AsiaCup - Internacional               | FRD Racing Team                           | 11                | 5                 | 5                 | 1                 | 9                 | 242               | 1.ª               |
| 2014      | Fórmula 3 Británica                                   | Carlin Motorsport                         | 3                 | 0                 | 0                 | 0                 | 1                 | 16                | 15.ª              |
| 2014      | MotorSport Vision Formula Three Cup - Clase A         | Mark Bailey Racing                        | 4                 | 2                 | 1                 | 1                 | 4                 | 116               | 11.ª              |
| 2015      | 24 Horas de Silverstone - Clase 3                     | Andrew Palmer                             | 1                 | 0                 | 0                 | 0                 | 0                 | N/A               | 4.ª               |
| 2015-16   | MRF Challenge Fórmula 2000                            | MRF Racing                                | 4                 | 0                 | 0                 | 0                 | 0                 | 9                 | 18.ª              |
| 2018-19   | Jaguar I-Pace eTrophy                                 | Jaguar VIP Car                            | 1                 | 0                 | 0                 | 0                 | 0                 | 0                 | NC†               |
| 2019      | W Series                                              | Hitech GP                                 | 6                 | 1                 | 0                 | 0                 | 4                 | 76                | 3.ª               |
| 2019      | IMSA SportsCar Championship - GTD                     | Heinricher Racing with Meyer Shank Racing | 1                 | 0                 | 0                 | 0                 | 0                 | 19                | 59.ª              |
| 2019-20   | Jaguar I-Pace eTrophy                                 | Jaguar ran racing eTROPHY Team Germany    | 10                | 0                 | 0                 | 1                 | 2                 | 70                | 4.ª               |
| 2019-20   | Fórmula E                                             | Envision Virgin Racing                    | Piloto de pruebas | Piloto de pruebas | Piloto de pruebas | Piloto de pruebas | Piloto de pruebas | Piloto de pruebas | Piloto de pruebas |
| 2021      | W Series                                              | Racing X                                  | 8                 | 3                 | 2                 | 4                 | 5                 | 132               | 2.ª               |
| 2022      | W Series                                              | Click2Drive Bristol Street Motors Racing  | 7                 | 1                 | 1                 | 1                 | 4                 | 86                | 3.ª               |
| Fuente:   |                                                       |                                           |                   |                   |                   |                   |                   |                   |                   |

## Resultados

### GP3 Series
(Clave) (negrita indica pole position) (cursiva indica vuelta rápida puntuable)

| Año  | Escudería          | 1   | 1   | 2   | 2   | 3   | 3   | 4   | 4   | 5   | 5   | 6   | 6   | 7   | 7   | 8   | 8   | Pos. | Puntos | Ref.  |
| ---- | ------------------ | --- | --- | --- | --- | --- | --- | --- | --- | --- | --- | --- | --- | --- | --- | --- | --- | ---- | ------ | ----- |
| 2012 | Status Grand Prix  | BAR | BAR | MON | MON | VAL | VAL | SIL | SIL | HOC | HOC | BUD | BUD | SPA | SPA | MNZ | MNZ | 19.ª | 1      | [ 6 ] |
| 2012 | Status Grand Prix  | Ret | 11  | 11  | 22  | 18  | Ret | 17  | Ret | 19  | Ret | 19  | 20  | 18  | 12  | 12  | 8   | 19.ª | 1      | [ 6 ] |
| 2013 | Bamboo Engineering | BAR | BAR | VAL | VAL | SIL | SIL | NÜR | NÜR | BUD | BUD | SPA | SPA | MNZ | MNZ | YMC | YMC | 31.ª | 0      | [ 7 ] |
| 2013 | Bamboo Engineering |     |     |     |     |     |     |     |     |     |     |     |     |     |     | 19  | 20  | 31.ª | 0      | [ 7 ] |

### W Series
(Clave) (negrita indica pole position) (cursiva indica vuelta rápida)

| Año  | Equipo                       | 1        | 2      | 3       | 4       | 5     | 6     | 7      | 8      | Pos. | Puntos | Ref.   |
| ---- | ---------------------------- | -------- | ------ | ------- | ------- | ----- | ----- | ------ | ------ | ---- | ------ | ------ |
| 2019 | Hitech GP                    | HOC 2    | ZOL 3  | MIS Ret | NOR Ret | ASS 2 | BRH 1 |        |        | 3.ª  | 76     | [ 8 ]  |
| 2021 | Racing X                     | SPI1 1   | SPI2 8 | SIL 1   | BUD 2   | SPA 4 | ZAN 1 | AUS1 3 | AUS2 6 | 2.ª  | 132    | [ 9 ]  |
| 2022 | Bristol Street Motors Racing | MIA1 Ret | MIA2 2 | BAR 3   | SIL 14  | LEC 5 | BUD 1 | SIN 2  |        | 3.ª  | 86     | [ 10 ] |

## Vida personal
Powell asistió a la Escuela Cotswold. En 2013, fue incluida en la serie de la BBC 100 Women.
Powell se unió al equipo de comentaristas de Sky Sports Fórmula 2 cuando se reanudó la temporada 2020 en julio de 2020, luego de retrasos y cancelaciones debido a la pandemia de COVID-19.